# Frankfurter Tor
Das Frankfurter Tor ist ein Platz im Berliner Ortsteil Friedrichshain am östlichen Ende der Karl-Marx-Allee. Obwohl der Name es vermuten lässt, liegt der Platz nicht am Ort des ehemaligen Frankfurter Thores der Berliner Zollmauer, das sich rund 800 Meter weiter westlich befand. Unter der Kreuzung befindet sich der gleichnamige U-Bahnhof Frankfurter Tor.

## Lage
Der Platz befindet sich am Kreuzungspunkt der Frankfurter Allee und Karl-Marx-Allee mit der Petersburger und Warschauer Straße, die Teil des inneren Wilhelminischen Ringes sind. Die auf gemeinsamer Trasse verlaufenden Bundesstraßen B 1/B 5 kreuzen hier die B 96a. Die ursprüngliche Bebauung war nach der Schlacht um Berlin am Ende des Zweiten Weltkriegs weitgehend zerstört. Beim Wiederaufbau wurde die Bebauung nicht erneut bis an die verkehrsreiche Straßenkreuzung herangeführt, sodass der rechteckige Platz entstand.

## Geschichte

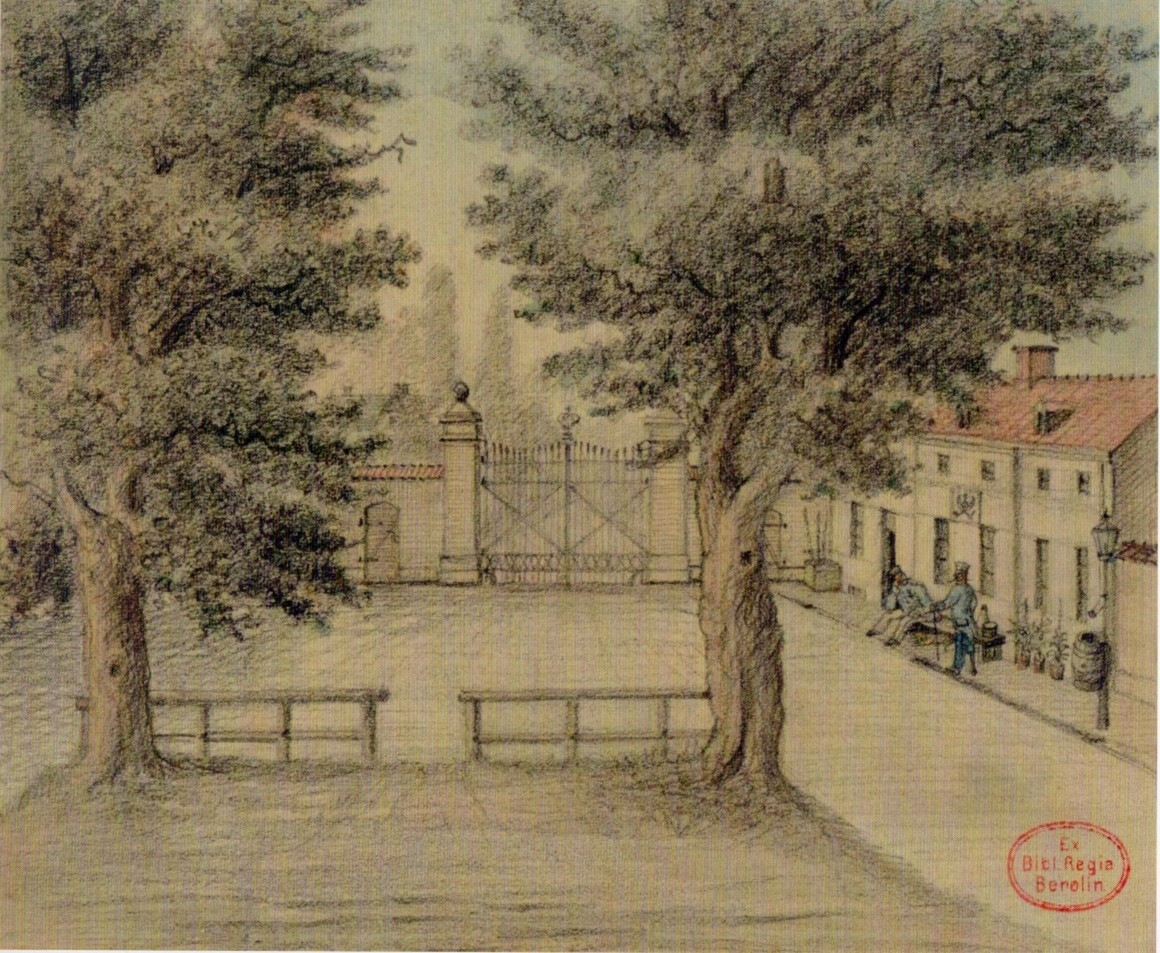
Frankfurter Tor im Jahr 1867

Der Name geht auf das alte Frankfurter Tor zurück. Dieses befand sich an der Kreuzung der heutigen Karl-Marx-Allee mit der Akzisemauer, deren Verlauf durch die Palisadenstraße und Friedenstraße wiedergegeben wird. Es entstand ab 1716 und war anfangs noch aus Holz, da die erste Akzisemauer aus Palisaden bestand. Das Tor bestand ab 1802 komplett aus Stein. Beim Abriss der Mauer ab 1867 wurde das Tor ebenfalls entfernt, ein Platz mit dem gleichen Namen als Erinnerung blieb allerdings nicht bestehen.
Der Ort des alten Stadttores ist heute kaum mehr wiederzuerkennen, lediglich die Straßenverläufe lassen die ehemalige Lage erahnen. Der U-Bahnhof Weberwiese der Linie U5 befindet sich etwa auf Höhe des früheren Tores.
Der Platz erhielt am 8. November 1957 im Zuge der Neubebauung seinen Namen, zuvor war es eine namenlose Straßenkreuzung. Mit der Benennung fand der Name der Stadt Frankfurt (Oder) wieder Eingang in eine amtliche Benennung, nachdem 1950 der gesamte Straßenzug aus Großer Frankfurter Straße und Frankfurter Allee den Namen Stalinallee erhalten hatte. Der Name spiegelt sich in der Architektur der an der Westseite des Platzes liegenden Gebäude wider, die symmetrisch angeordnet wurden und durch ihre Gebäudehöhe wie ein Stadttor wirken. Es handelt sich um zwei Turmhochhäuser mit einer Kuppel, die in der Form den Gontardschen Kuppeln am Gendarmenmarkt nachempfunden wurden. Die markanten Türme bilden den Anfang des architektonischen Ensembles der Karl-Marx-Allee, die bis 1961 den Westteil der Stalinallee darstellte. Die Gesamtanlage des Platzes steht heute unter Denkmalschutz.
Der Entwurf für die Bebauung stammt vom Architekten Hermann Henselmann, der im Jahr 1953 als Sieger aus einem Wettbewerb hervorging. Er orientierte sich bei der Gestaltung stark an der Schinkelschule, die in Berlin und Umgebung viele Spuren hinterließ.

## Galerie

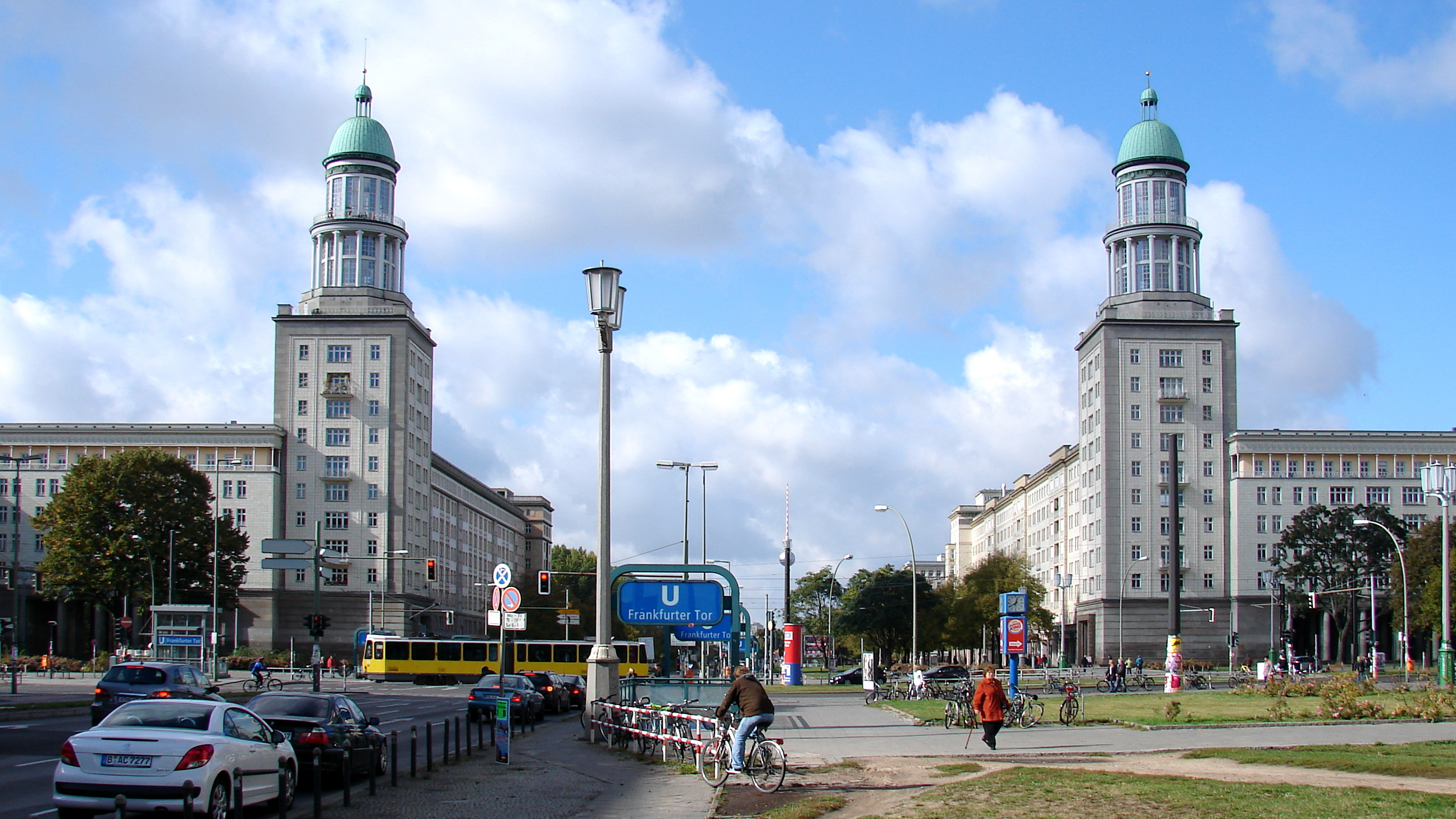
Frankfurter Tor, Richtung Fernsehturm blickend
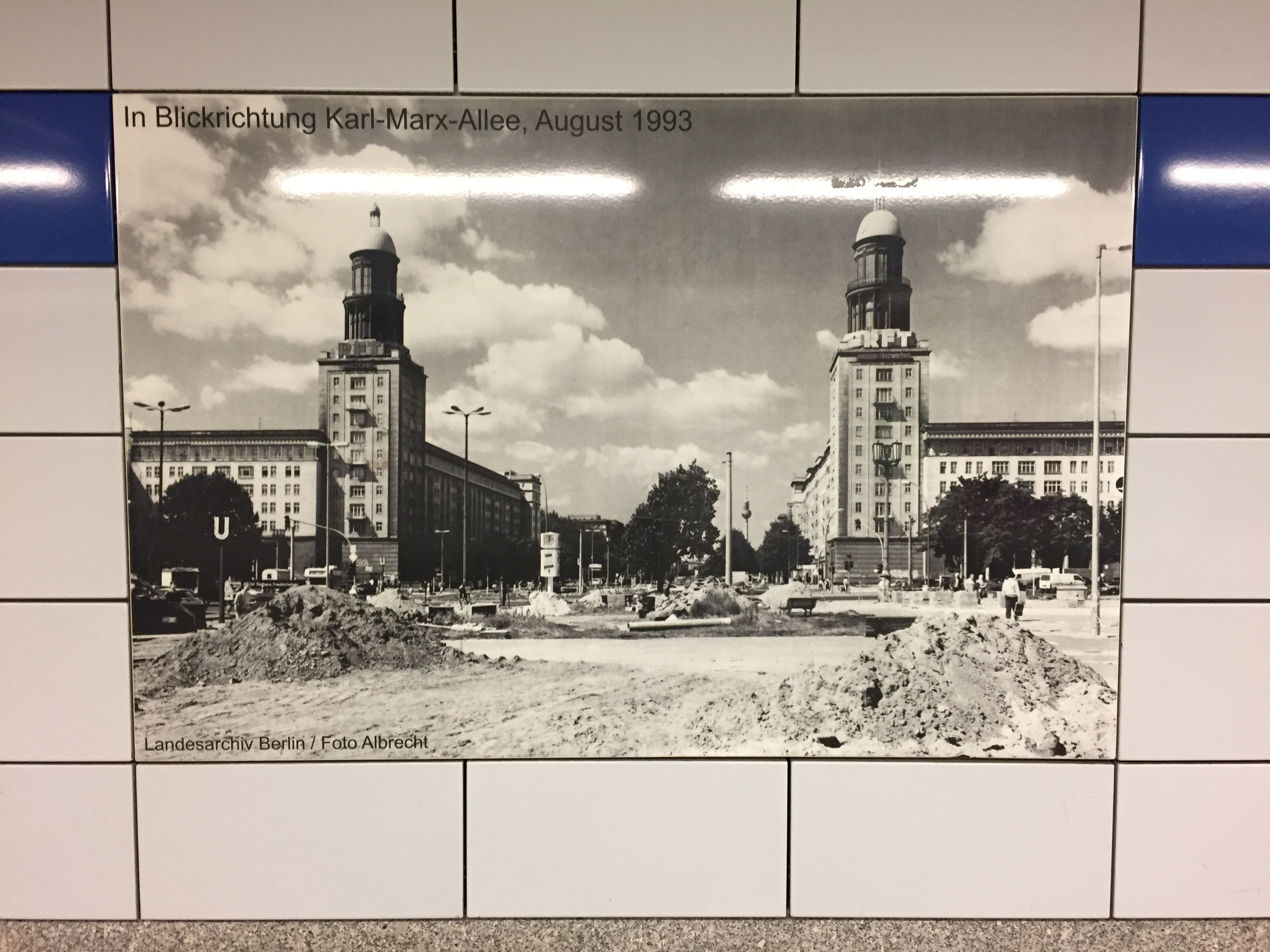
Bauarbeiten 1993; Darstellung im U-Bahnhof
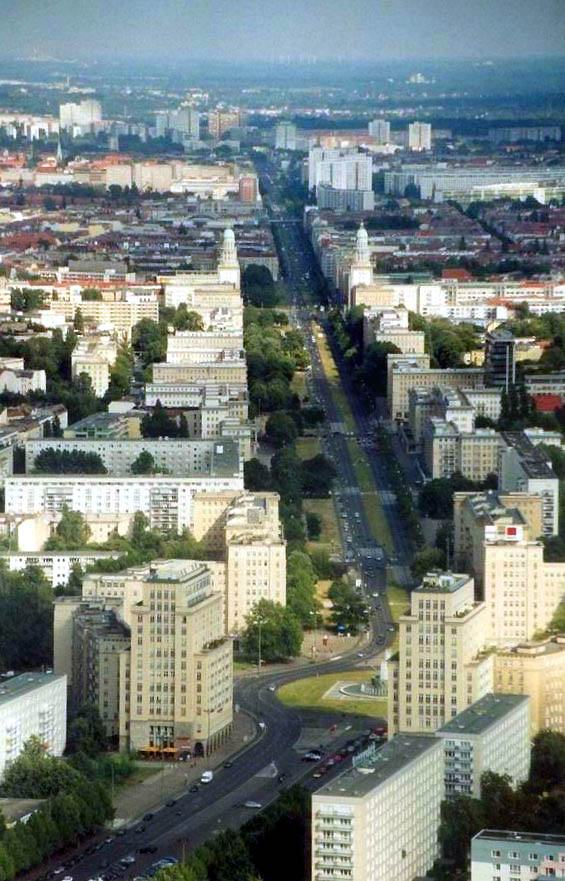
Verlauf der Karl-Marx-Allee von Westen gesehen mit Strausberger Platz im Vordergrund und in der Mitte die beiden Torbauten des Frankfurter Tores
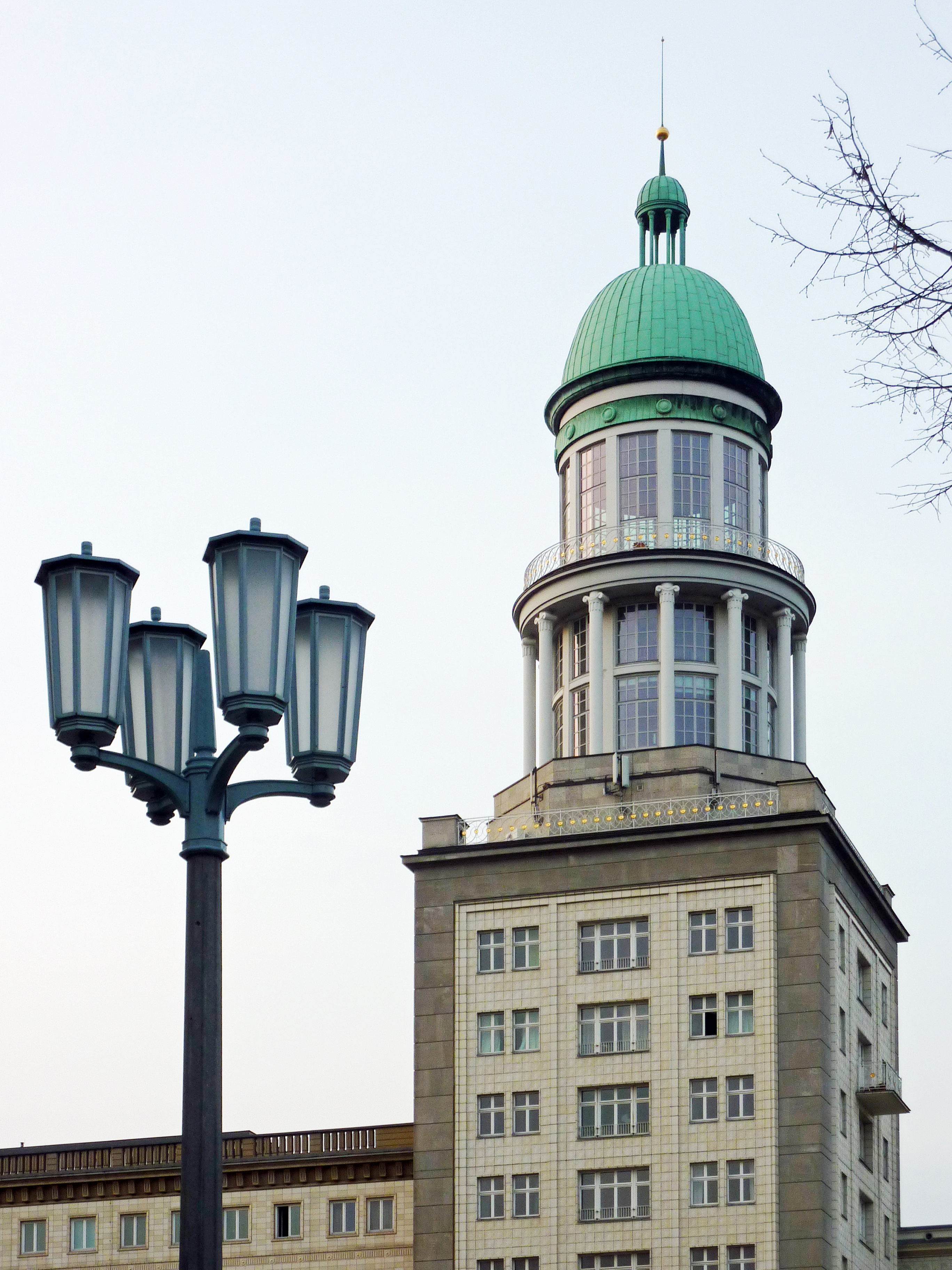
Der Nordturm des Frankfurter Tores

Zur Bebauung siehe auch: Ausführungen zur zweiten Bauphase an der Stalinallee.